# 古田三奈
古田 三奈（ふるた みな、1968年5月3日 ‐ ）は、日本の演歌歌手。島津ゆたかのバックコーラスを経てデビューした。

## 来歴
- 1998年2月 古田三奈の芸名を弦哲也より命名される。
- 1998年5月「風の詩/哀恋岬」でデビュー。
- 2004年 高知競馬場のハルウララ人気により2000年にリリースした「春うらら」を再発売。

2014年 現在、墨田区錦糸町で、飲食店を営んでいる。

## ディスコグラフィー
- 1998年 
  - 風の詩
  - 哀恋岬

- 1999年	
  - あなたのために
  - 横浜レイン
  - 風の詩
  - 哀恋岬
  - ふたりの小樽(デュエット 小鮒吉正)
  - 女の地図
  - 真夜中の小鳥
  - 微笑の約束
  - 捨てられて
  - 夜桜お七
  - ベサメ・ムーチョ
  - 時の流れに身をまかせ
  - 珍島物語
  - ごめんね・・・

- 2000年
  - 春うらら
  - ひとりしずかの白い花

## 映画・ドラマ
- シェルブールの雨傘
- 嫁しゅうとめ
- 想い出づくり (TBS)ドラマ
- 開港・風雲録 (東宝)

## 写真集
- 遠野 秋（モッツ出版）2002年12月

## CM
- 2000年 KSD - 田中邦衛と共演。(KSD事件の影響でCM放送は途中打ち切り。)